# シャニダールの花
『シャニダールの花』（シャニダールのはな）は、2013年の日本の恋愛ファンタジー映画である。石井岳龍が監督を務め、綾野剛と黒木華が主演を務めている。第37回モントリオール世界映画祭の「フォーカス・オン・ワールド・シネマ」部門に出品された。

## あらすじ
ごく一部の女性たちの胸に「シャニダール」と呼ばれる花が芽吹くという現象が起きる。その花弁の成分から新薬を開発しようとする製薬会社は、母体となっている女性たちに高額の契約金を支払い、研究所の施設でシャニダールを栽培している。女性たちの精神状態とシャニダールの成長とのあいだには何らかの関連があるとされており、施設にはセラピストが常駐している。
製薬会社でシャニダールの研究をつづける植物学者の大瀧賢治（綾野剛）は、新たに赴任してきたセラピストの美月響子（黒木華）と出会う。2人は少しずつ互いに惹かれていく。
提供者の田村ユリエ（伊藤歩）は、賢治に好意を寄せている。ユリエの胸に咲いたシャニダールの花は手術で摘み取られるが、彼女は手術の直後に命を落とす。花を切除する際、母体に過度の負荷がかかったことが原因である。しかし、所長の吉崎和彦（古舘寛治）は、ユリエの死因を伏せている。
菊島ミク（山下リオ）の胸で育っていたシャニダールが枯れてしまう。動揺したミクは、他の提供者たちの胸からシャニダールを引き抜こうとする。立花ハルカ（刈谷友衣子）は、自分の胸からシャニダールの花を引き抜いてミクに手渡すが、その瞬間、意識を失って倒れこむ。一連の騒動を見ていた賢治は、花の切除が母体に危険を及ぼすのではないかと気づく。
響子の胸にシャニダールの芽が出る。賢治は、花が咲かないうちに切除したほうがよいと響子に伝える。響子は、花を咲かせて種が得られるまで育てたいと言う。賢治は、響子の体を守るために、寝ている彼女の胸からシャニダールの芽を切除する。響子は退社し、賢治の前から姿を消す。
シャニダールの危険性が公になり、製薬会社の研究所は閉鎖される。植物園で働き始めた賢治のもとに、ある日、植物の種が送られてくる。やがて、その種がシャニダールの花を咲かせる。賢治は響子を探し当てるが、胸にシャニダールの花を咲かせた響子はベッドで眠りつづけており、目覚める気配がない。
夢の中で、賢治は響子と再会する。目が覚めたのかと問われた響子は、目が覚めたのはあなたのほうだと賢治に告げる。あたりを見渡すと、シャニダールの花が無数に咲いているのであった。

## キャスト
- 大瀧賢治 - 綾野剛
- 美月響子 - 黒木華
- 立花ハルカ - 刈谷友衣子
- 菊島ミク - 山下リオ
- 田村ユリエ - 伊藤歩
- 吉崎和彦 - 古舘寛治

## 上映
2013年4月18日、ヒューマントラストシネマ渋谷にて完成披露試写会が行われた。7月4日、テアトル新宿にて先行上映会が行われた。7月20日、全国12スクリーンで一般公開された。

## 受賞
- 第5回TAMA映画賞 - 最優秀新進女優賞（刈谷友衣子）[7]
- 第5回TAMA映画賞 - 最優秀新進女優賞（黒木華）[7]
- 第87回キネマ旬報ベスト・テン - 新人女優賞（黒木華）[8]
- 第35回ヨコハマ映画祭 - 最優秀新人賞（黒木華）[9]
- 第56回ブルーリボン賞 - 新人賞（黒木華）[10]